# مدادگیر

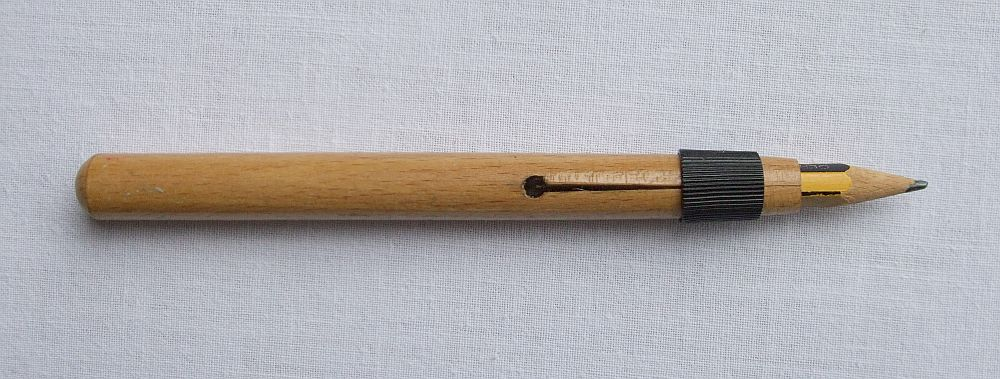
مدادگیر

مدادگیر نوشت‌افزاریست برای در دست گرفتن مدادهای کوچک‌شده تا بتوان با آن به آسانی به کار نوشتن پرداخت. اصلی‌ترین سود این نوشت‌افزار جلوگیری از دور انداختن مدادهایی می‌باشد که در پی تراشیدن کوچک گردیده‌اند و در دست گرفتن‌شان سخت شده‌است.

## بن‌مایه
1. ↑  «مدادگیر». ایرانک. بایگانی‌شده از اصلی در ۳۰ اوت ۲۰۱۵. دریافت‌شده در ۱۳ ژوئن ۲۰۱۵.